# Chaguaramas (Chaguaramas)
Pour les articles homonymes, voir Chaguaramas.
Chaguaramas est l'unique paroisse civile de la municipalité de Chaguaramas dans l'État de Guárico au Venezuela. Sa capitale est Chaguaramas, chef-lieu de la municipalité.

## Géographie

### Démographie
Hormis sa capitale Chaguaramas, la paroisse civile comporte un grand nombre de localités, dont :
- Casianero
- Chaguaramas
- Costa de Paria
- El Caruto
- El Guayabo
- Hato Orituco
- La Chacra
- La Morrocoya
- La Puerta de Orituco
- La Quinta
- Las Camazas
- Las Piedras
- Mamonal
- Pirital
- Roblecito
- San Antonio
- San Cayetano
- San Nicolás